# Поруба (Прјевидза)
Поруба (слч. Poruba) насељено је мјесто са административним статусом сеоске општине (слч. obec) у округу Прјевидза, у Тренчинском крају, Словачка Република.

## Становништво
| Година:    | 1994. | 2004.   | 2014.   | 2024.   |
| ---------- | ----- | ------- | ------- | ------- |
| Број људи: | 1258  | 1287    | 1294    | 1372    |
| Разлика:   |       | +2,30 % | +0,54 % | +6,02 % |

| Година:    | 2023. | 2024.   |
| ---------- | ----- | ------- |
| Број људи: | 1363  | 1372    |
| Разлика:   |       | +0,66 % |

Према подацима о броју становника из 2011. године насеље је имало 1.263 становника.